# Liga dos Campeões da CONCACAF de 2016–17 – Fase de Grupos
A Fase de Grupos da Liga dos Campeões da CONCACAF de 2016–17 foi disputada entre 2 de agosto de 2016 até 20 de outubro de 2016. Um total de 24 equipes competiram nesta fase para decidir as oito vagas na fase final.

## Sorteio
O sorteio para a fase de grupos foi realizado em 30 de maio de 2016 em Miami Beach.
As 24 equipes são distribuídas em oito grupos com três equipes cada, com cada grupo contendo uma equipe de cada pote cada. A alocação é baseada em cada associação nacional. Equipes do mesmo país não podem ser sorteados no mesmo grupo.
| Pote 1           | Pote 1             | Pote 1       | Pote 1               |
| ---------------- | ------------------ | ------------ | -------------------- |
| Plaza Amador     | Alianza            | Dragón       | Real Estelí          |
| Police United    | Central            | W Connection | Don Bosco            |
| Pote 2           |                    |              |                      |
| Herediano        | Saprissa           | Olimpia      | Honduras Progreso    |
| Suchitepéquez    | Antigua            | Árabe Unido  | Vancouver Whitecaps  |
| Pote 3           |                    |              |                      |
| Tigres UANL      | Pachuca            | Pumas        | Monterrey            |
| Portland Timbers | New York Red Bulls | FC Dallas    | Sporting Kansas City |

## Grupos
Todas as partidas seguem o fuso horário UTC−4.

### Grupo A
| Pos. | Equipe            | Pts | J | V | E | D | GP | GC | SG  |
| ---- | ----------------- | --- | - | - | - | - | -- | -- | --- |
| 1    | Pumas             | 9   | 4 | 3 | 0 | 1 | 15 | 5  | +10 |
| 2    | Honduras Progreso | 7   | 4 | 2 | 1 | 1 | 4  | 4  | 0   |
| 3    | W Connection      | 1   | 4 | 0 | 1 | 3 | 4  | 14 | –11 |

|                   | WCO | HON | PUM |
| ----------------- | --- | --- | --- |
| W Connection      |     | 1–1 | 2–4 |
| Honduras Progreso | 1–0 |     | 2–1 |
| Pumas             | 8–1 | 2–0 |     |

| 3 de agosto de 2016 | W Connection             | 2 – 4     | Pumas                                                   | Estádio Ato Boldon, Couva  |
| 20:00               | Hector 44' · Charles 84' | Relatório | Quintana 10' · Van Rankin 57' · Nieto 73' · Islas 90+4' | Árbitro: BRB Adrian Skeete |

| 18 de agosto de 2016 | Pumas                      | 2 – 0     | Honduras Progreso | Estádio Olímpico Universitário, Cidade do México |
| 22:00                | Herrera 66' · Berjón 90+2' | Relatório |                   | Árbitro: PAN José Kellys                         |

| 25 de agosto de 2016 | W Connection | 1 – 1     | Honduras Progreso | Estádio Ato Boldon, Couva     |
| 20:00                | St. Prix 33' | Relatório | Tejeda 50' (pen)  | Árbitro: USA Baldomero Toledo |

| 15 de setembro de 2016 | Honduras Progreso  | 2 – 1     | Pumas     | Estádio Olímpico Metropolitano, San Pedro Sula |
| 22:00                  | Moncada 57', 90+1' | Relatório | Nieto 27' | Árbitro: CRC Walter Quesada                    |

| 29 de setembro de 2016 | Honduras Progreso | 1 – 0     | W Connection | Estádio Francisco Morazán, San Pedro Sula |
| 22:00                  | Moncada 18'       | Relatório |              | Árbitro: JAM Valdin Legister              |

| 20 de outubro de 2016 | Pumas                                                                             | 8 – 1     | W Connection | Estádio Olímpico Universitário, Cidade do México |
| 22:00                 | Berjón 17' · Herrera 30', 40' · Gallardo 55', 71' · Nieto 79' · Martínez 85', 89' | Relatório | Thomas 60'   | Árbitro: CAN Drew Fischer                        |

### Grupo B
| Pos. | Equipe           | Pts | J | V | E | D | GP | GC | SG |
| ---- | ---------------- | --- | - | - | - | - | -- | -- | -- |
| 1    | Saprissa         | 8   | 4 | 2 | 2 | 0 | 11 | 3  | +8 |
| 2    | Portland Timbers | 7   | 4 | 2 | 1 | 1 | 7  | 7  | 0  |
| 3    | Dragón           | 1   | 4 | 0 | 1 | 3 | 2  | 10 | –8 |

|                  | DRA | SAP | POR |
| ---------------- | --- | --- | --- |
| Dragón           |     | 0–0 | 1–2 |
| Saprissa         | 6–0 |     | 4–2 |
| Portland Timbers | 2–1 | 1–1 |     |

| 3 de agosto de 2016 | Portland Timbers           | 2 – 1     | Dragón     | Providence Park, Portland |
| 22:00               | McInerney 21' · Valeri 90' | Relatório | Howell 76' | Árbitro: PAN Jafeth Perea |

| 18 de agosto de 2016 | Saprissa                                                             | 6 – 0     | Dragón | Estádio Ricardo Saprissa Aymá, Tibás |
| 22:00                | Blackburn 4', 88' · Calvo 10' · Angulo 18' · Torres 22' · Segura 90' | Relatório |        | Árbitro: CAN Mathieu Bourdeau        |

| 25 de agosto de 2016 | Dragón | 0 – 0     | Saprissa | Estádio Cuscatlán, San Salvador |
| 22:00                |        | Relatório |          | Árbitro: MEX Fernando Guerrero  |

| 14 de setembro de 2016 | Saprissa                                                 | 4 – 2     | Portland Timbers    | Estádio Ricardo Saprissa Aymá, Tibás |
| 22:00                  | Taylor 33' · Angulo 45' (pen), 73' (pen) · Ronchetti 60' | Relatório | Valeri 6' · Adi 68' | Árbitro: CUB Yadel Martínez          |

| 27 de setembro de 2016 | Dragón     | 1 – 2     | Portland Timbers    | Estádio Cuscatlán, San Salvador |
| 22:00                  | Melara 54' | Relatório | Adi 79' · Nagbe 90' | Árbitro: PAN José Kellys        |

| 19 de outubro de 2016 | Portland Timbers | 1 – 1     | Saprissa      | Providence Park, Portland |
| 22:00                 | McInerney 57'    | Relatório | Blackburn 23' | Árbitro: GUA Walter López |

### Grupo C
| Pos. | Equipe                 | Pts | J | V | E | D | GP | GC | SG |
| ---- | ---------------------- | --- | - | - | - | - | -- | -- | -- |
| 1    | Vancouver Whitecaps FC | 12  | 4 | 4 | 0 | 0 | 10 | 2  | +8 |
| 2    | Sporting Kansas City   | 4   | 4 | 1 | 1 | 2 | 6  | 8  | –2 |
| 3    | Central                | 1   | 4 | 0 | 1 | 3 | 4  | 10 | –6 |

|                        | CEN | VAN | SKC |
| ---------------------- | --- | --- | --- |
| Central                |     | 0–1 | 2–2 |
| Vancouver Whitecaps FC | 4–1 |     | 3–0 |
| Sporting Kansas City   | 3–1 | 1–2 |     |

| 2 de agosto de 2016 | Central | 0 – 1     | Vancouver Whitecaps FC | Estádio Ato Boldon, Couva  |
| 20:00               |         | Relatório | Techera 34'            | Árbitro: GUY Sherwin Moore |

| 16 de agosto de 2016 | Central                | 2 – 2     | Sporting Kansas City    | Estádio Ato Boldon, Couva   |
| 20:00                | Joseph 54' · Jones 56' | Relatório | Sinovic 51' · Ellis 70' | Árbitro: CRC Henry Bejarano |

| 23 de agosto de 2016 | Vancouver Whitecaps FC        | 3 – 0     | Sporting Kansas City | Estádio BC Place, Vancouver |
| 22:00                | Techera 8', 64' · Hurtado 12' | Relatório |                      | Árbitro: MEX Erick Galindo  |

| 13 de setembro de 2016 | Sporting Kansas City | 1 – 2     | Vancouver Whitecaps FC     | Children's Mercy Park, Kansas |
| 20:00                  | Rubio 55'            | Relatório | Hurtado 41' · Davies 90+3' | Árbitro: CRC Ricardo Montero  |

| 28 de setembro de 2016 | Vancouver Whitecaps FC                        | 4 – 1     | Central      | Estádio BC Place, Vancouver |
| 22:00                  | Pérez 11' · Techera 22' (pen), 70' · Kudo 49' | Relatório | de Silva 44' | Árbitro: MEX Luis Santander |

| 19 de outubro de 2016 | Sporting Kansas City                           | 3 – 1     | Central    | Children's Mercy Park, Kansas |
| 20:00                 | Porter 50' · Selbol 55' · Hallisey 90+1' (pen) | Relatório | Gordon 44' | Árbitro: SKN Kimbell Ward     |

### Grupo D
| Pos. | Equipe      | Pts | J | V | E | D | GP | GC | SG  |
| ---- | ----------- | --- | - | - | - | - | -- | -- | --- |
| 1    | Árabe Unido | 12  | 4 | 4 | 0 | 0 | 12 | 5  | +7  |
| 2    | Monterrey   | 6   | 4 | 2 | 0 | 2 | 9  | 5  | +4  |
| 3    | Don Bosco   | 0   | 4 | 0 | 0 | 4 | 2  | 13 | –11 |

|             | DON | ÁRA | MON |
| ----------- | --- | --- | --- |
| Don Bosco   |     | 2–5 | 0–3 |
| Árabe Unido | 2–0 |     | 2–1 |
| Monterrey   | 3–0 | 2–3 |     |

| 3 de agosto de 2016 | Don Bosco | 0 – 3     | Monterrey                                | Stade Sylvio Cator, Porto Príncipe |
| 22:00               |           | Relatório | Cardona 3' · Chará 17' · de Nigris 45+2' | Árbitro: HON Armando Castro        |

| 17 de agosto de 2016 | Monterrey          | 2 – 3     | Árabe Unido                              | Estádio BBVA Bancomer, Guadalupe |
| 20:00                | Cardona 23', 90+6' | Relatório | González 11' · Caesar 29' · Bárcenas 50' | Árbitro: GUA Mario Escobar       |

| 24 de agosto de 2016 | Don Bosco             | 2 – 5     | Árabe Unido                                               | Stade Sylvio Cator, Porto Príncipe |
| 20:00                | Fédé 33' · Lucien 88' | Relatório | Henríquez 4', 23' · Cox 45' · González 54' · Bárcenas 61' | Árbitro: DOM Sandy Vasquez         |

| 14 de setembro de 2016 | Árabe Unido            | 2 – 1     | Monterrey  | Estádio Maracaná, Cidade do Panamá |
| 20:00                  | Cox 43' · González 47' | Relatório | Montes 57' | Árbitro: USA Ismail Elfath         |

| 28 de setembro de 2016 | Monterrey                                 | 3 – 0     | Don Bosco | Estádio BBVA Bancomer, Guadalupe |
| 22:00                  | López 19' · de Nigris 43' · Domínguez 51' | Relatório |           | Árbitro: HON Óscar Moncada       |

| 18 de outubro de 2016 | Árabe Unido         | 2 – 0     | Don Bosco | Estádio Maracaná, Cidade do Panamá |
| 20:00                 | González 11', 90+2' | Relatório |           | Árbitro: GUA Óscar Reyna           |

### Grupo E
| Pos. | Equipe        | Pts | J | V | E | D | GP | GC | SG  |
| ---- | ------------- | --- | - | - | - | - | -- | -- | --- |
| 1    | Pachuca       | 10  | 4 | 3 | 1 | 0 | 19 | 4  | +15 |
| 2    | Olimpia       | 7   | 4 | 2 | 1 | 1 | 13 | 6  | +7  |
| 3    | Police United | 0   | 4 | 0 | 0 | 4 | 1  | 23 | –22 |

|               | POL | OLI | PAC  |
| ------------- | --- | --- | ---- |
| Police United |     | 1–5 | 0–11 |
| Olimpia       | 4–0 |     | 4–4  |
| Pachuca       | 3–0 | 1–0 |      |

| 2 de agosto de 2016 | Pachuca   | 1 – 0     | Olimpia | Estádio Hidalgo, Pachuca        |
| 22:00               | Mateus 5' | Relatório |         | Árbitro: USA Armando Villarreal |

| 16 de agosto de 2016 | Olimpia                                       | 4 – 0     | Police United | Estádio Tiburcio Carías Andino, Tegucigalpa |
| 22:00                | Méndez 2' · Estupiñán 26' · Chirinos 77', 80' | Relatório |               | Árbitro: GUA Jonathan Polanco               |

| 23 de agosto de 2016 | Pachuca                                      | 3 – 0     | Police United | Estádio Hidalgo, Pachuca   |
| 22:00                | Aguirre 62' · Lozano 79' · Urretavizcaya 86' | Relatório |               | Árbitro: PUR Javier Santos |

| 13 de setembro de 2016 | Police United | 0 – 11    | Pachuca                                                                                                | Estádio FFB, Belmopan        |
| 22:00                  |               | Relatório | Mateus 23' · Jara 27' · Lozano 30', 35', 69', 79' · Botta 44', 51' · Esquivel 73', 85' · Gutiérrez 88' | Árbitro: BAH Wilson da Costa |

| 29 de setembro de 2016 | Police United | 1 – 5     | Olimpia                                                        | Estádio FFB, Belmopan     |
| 20:00                  | King 6'       | Relatório | Costly 10', 69' · Quioto 17' · Álvarez 36' · Mejía 90+3' (pen) | Árbitro: CAN David Gantar |

| 19 de outubro de 2016 | Olimpia                                                   | 4 – 4     | Pachuca                                                   | Estádio Tiburcio Carías Andino, Tegucigalpa |
| 22:00                 | Quioto 32' · Johnson 45+2' · Costly 82' · Mejía 90' (pen) | Relatório | Guzmán 14' · Jara 36' · Urretavizcaya 59' · Gutiérrez 69' | Árbitro: CRC Henry Bejarano                 |

### Grupo F
| Pos. | Equipe             | Pts | J | V | E | D | GP | GC | SG |
| ---- | ------------------ | --- | - | - | - | - | -- | -- | -- |
| 1    | New York Red Bulls | 8   | 4 | 2 | 2 | 0 | 5  | 1  | +4 |
| 2    | Alianza            | 5   | 4 | 1 | 2 | 1 | 5  | 4  | +1 |
| 3    | Antigua            | 2   | 4 | 0 | 2 | 2 | 2  | 7  | –5 |

|                    | ALI | ANT | NYR |
| ------------------ | --- | --- | --- |
| Alianza            |     | 1–1 | 1–1 |
| Antigua            | 1–3 |     | 0–0 |
| New York Red Bulls | 1–0 | 3–0 |     |

| 3 de agosto de 2016 | New York Red Bulls                    | 3 – 0     | Antigua | Red Bull Arena, Harrison   |
| 20:00               | Galindo 14' · Muyl 62' · Kljestan 79' | Relatório |         | Árbitro: PUR Javier Santos |

| 16 de agosto de 2016 | Alianza   | 1 – 1     | New York Red Bulls | Estádio Cuscatlán, San Salvador |
| 22:00                | Larín 54' | Relatório | Damari 71'         | Árbitro: HON Óscar Moncada      |

| 23 de agosto de 2016 | Alianza      | 1 – 1     | Antigua      | Estádio Cuscatlán, San Salvador |
| 20:00                | Guerrero 58' | Relatório | Portillo 75' | Árbitro: PAN Jhon Pitti         |

| 15 de setembro de 2016 | New York Red Bulls | 1 – 0     | Alianza | Red Bull Arena, Harrison |
| 20:00                  | Kljestan 90+1'     | Relatório |         | Árbitro: GUA Óscar Reyna |

| 27 de setembro de 2016 | Antigua | 0 – 0     | New York Red Bulls | Estádio Mateo Flores, Cidade da Guatemala |
| 20:00                  |         | Relatório |                    | Árbitro: GUY Sherwin Moore                |

| 18 de outubro de 2016 | Antigua           | 1 – 3     | Alianza                | Estádio Mateo Flores, Cidade da Guatemala |
| 22:00                 | Russell 86' (pen) | Relatório | Guerrero 42', 51', 61' | Árbitro: TCA Giani Ascani                 |

### Grupo G
| Pos. | Equipe       | Pts | J | V | E | D | GP | GC | SG |
| ---- | ------------ | --- | - | - | - | - | -- | -- | -- |
| 1    | Tigres UANL  | 9   | 4 | 3 | 0 | 1 | 9  | 3  | +6 |
| 2    | Herediano    | 4   | 4 | 1 | 1 | 2 | 4  | 7  | –3 |
| 3    | Plaza Amador | 4   | 4 | 1 | 1 | 2 | 3  | 6  | –3 |

|              | PLA | HER | TIG |
| ------------ | --- | --- | --- |
| Plaza Amador |     | 1–1 | 1–0 |
| Herediano    | 2–0 |     | 1–3 |
| Tigres UANL  | 3–1 | 3–0 |     |

| 4 de agosto de 2016 | Plaza Amador | 1 – 1     | Herediano | Estádio Maracaná, Cidade do Panamá |
| 22:00               | Ortega 12'   | Relatório | Ruiz 49'  | Árbitro: SKN Kimbell Ward          |

| 17 de agosto de 2016 | Herediano   | 1 – 3     | Tigres UANL                                     | Estádio Eladio Rosabal Cordero, Heredia |
| 22:00                | Sánchez 56' | Relatório | Fernández 46' · Álvarez 78' · Espericueta 90+1' | Árbitro: SLV Marlon Mejía               |

| 24 de agosto de 2016 | Tigres UANL                                          | 3 – 1     | Plaza Amador | Estádio Universitario, San Nicolás de los Garza |
| 22:00                | Espericueta 44' (pen) · Fernández 61' · Quiñones 82' | Relatório | Ward 22'     | Árbitro: SLV Joel Aguilar                       |

| 15 de setembro de 2016 | Herediano           | 2 – 0     | Plaza Amador | Estádio Eladio Rosabal Cordero, Heredia |
| 22:00                  | Ruiz 35' (pen), 50' | Relatório |              | Árbitro: HON Héctor Rodríguez           |

| 28 de setembro de 2016 | Plaza Amador | 1 – 0     | Tigres UANL | Estádio Maracaná, Cidade do Panamá |
| 20:00                  | Barsallo 37' | Relatório |             | Árbitro: GUA Walter López          |

| 18 de outubro de 2016 | Tigres UANL                           | 3 – 0     | Herediano | Estádio Universitario, San Nicolás de los Garza |
| 22:00                 | Ayala 27' · Quiñones 35' · Delort 66' | Relatório |           | Árbitro: USA Armando Villarreal                 |

### Grupo H
| Pos. | Equipe        | Pts | J | V | E | D | GP | GC | SG |
| ---- | ------------- | --- | - | - | - | - | -- | -- | -- |
| 1    | FC Dallas     | 8   | 4 | 2 | 2 | 0 | 8  | 4  | +4 |
| 2    | Suchitepéquez | 5   | 4 | 1 | 2 | 1 | 4  | 6  | –2 |
| 3    | Real Estelí   | 2   | 4 | 0 | 2 | 2 | 3  | 5  | –2 |

|               | EST | SUC | DAL |
| ------------- | --- | --- | --- |
| Real Estelí   |     | 1–1 | 1–1 |
| Suchitepéquez | 1–0 |     | 2–5 |
| FC Dallas     | 2–1 | 0–0 |     |

| 4 de agosto de 2016 | FC Dallas                  | 2 – 1     | Real Estelí | Toyota Stadium, Frisco      |
| 20:00               | Barrios 44' · Figueroa 84' | Relatório | Berdún 48'  | Árbitro: TRI Rodphin Harris |

| 18 de agosto de 2016 | Suchitepéquez | 1 – 0     | Real Estelí | Estádio Mateo Flores, Cidade da Guatemala |
| 20:00                | Ruiz 90+1'    | Relatório |             | Árbitro: ARU Ricangel De Leca             |

| 24 de agosto de 2016 | Real Estelí | 1 – 1     | FC Dallas | Estádio Independência, Estelí |
| 22:00                | Figueroa 5' | Relatório | Harris 7' | Árbitro: SLV Jaime Herrera    |

| 13 de setembro de 2016 | Real Estelí | 1 – 1     | Suchitepéquez | Estádio Independência, Estelí |
| 22:00                  | Wilson 70'  | Relatório | Escoto 49'    | Árbitro: JAM Kevin Morrison   |

| 28 de setembro de 2016 | FC Dallas | 0 – 0     | Suchitepéquez | Toyota Stadium, Frisco      |
| 20:00                  |           | Relatório |               | Árbitro: MEX Roberto García |

| 20 de outubro de 2016 | Suchitepéquez             | 2 – 5     | FC Dallas                                                          | Estádio Mateo Flores, Cidade da Guatemala |
| 20:00                 | Akindele 5' · Morales 22' | Relatório | Gruezo 27' · Hedges 35' · Harris 51' · González 87' · Lizarazo 90' | Árbitro: PAN John Pitti                   |